# Соколов, Сергей Михайлович
Серге́й Миха́йлович Соколо́в (10 октября 1944 — 22 сентября 2019) — советский и российский учёный в области строительства трубопроводов в особых условиях Западной Сибири, доктор технических наук, генеральный директор научно-исследовательского и проектного института «Гипротюменнефтегаз», лауреат премии имени Губкина.

## Биография
Родился 10 октября 1944 года в г. Каргополь Архангельской области.
Окончил Уфимский нефтяной институт (1967) по специальности инженер-строитель. С 1975 г. кандидат технических наук.
В 1967—1970 гг. инженер, старший инженер, руководитель группы в Тюменском филиале ВНИИСТ.
С 1970 по 1985 г. — в НИИПИ «Гипротюменнефтегаз»: заведующий сектором, заведующий лабораторией, заведующий отделом, заместитель директора.
В 1985—1990 гг. — главный инженер института «НИПИморнефтегаз» СП «Вьетсовпетро» в СРВ.
С 1990 г. снова в «Гипротюменнефтегазе»: заместитель главного инженера, с 1995 г. — главный инженер, в 2007—2010 генеральный директор.
Основатель научного направления по строительству промысловых и межпромысловых трубопроводов в особых условиях Западной Сибири.
Автор (соавтор) более 70 научных работ. Получил 55 авторских свидетельств и патентов на изобретения. Доктор технических наук.
Диссертации:
- Исследование работы промысловых нефтепроводов на болотах : на примере Среднего Приобья : диссертация … кандидата технических наук : 05.15.07. — Уфа, 1975. — 220 с. : ил.
- Теоретические основы новых методов сооружения нефтепромысловых трубопроводов в условиях Западной Сибири : диссертация … доктора технических наук : 25.00.19 / Соколов Сергей Михайлович; [Место защиты: Тюмен. гос. нефтегаз. ун-т]. — Тюмень, 2009. — 357 с. : ил. + Прил. (155 с.: ил.).

Публикации:
- Проектирование, строительство и эксплуатация промысловых трубопроводов на болотах Среднего Приобья [Текст]. - Москва : ВНИИОЭНГ, 1978. - 73 с. : ил.; 20 см. - (Обзорная информация. Серия "Нефтепромысловое строительство"/ ВНИИ орг., упр. и экономики нефтегазовой пром-сти).
- Индустриализация строительно-монтажных работ по закреплению трубопроводов на болотах Западной Сибири [Текст] / [В. Л. Трофимов, С. М. Соколов, В. А. Гагин]. - Москва : ВНИИОЭНГ, 1978.
- Сооружение подводных переходов магистральных трубопроводов [Текст] : учебное пособие / В. А. Иванов, С. М. Соколов, Е. А. Гильмияров [и др.] ; Министерство образования и науки Российской Федерации, Федеральное государственное бюджетное образовательное учреждение высшего образования "Тюменский индустриальный университет". - Тюмень : ТИУ, 2017. - 69 с. : ил., табл.; 21 см.; ISBN 978-5-9961-1510-5 : 500 экз.

Лауреат премии Совета Министров СССР (1975) и премии имени Губкина (1983). Отличник нефтяной промышленности СССР (1984), почётный нефтяник РФ (1999). Награждён медалями, в том числе медалью Дружбы Республики Вьетнам.
Умер в Тюмени 22 сентября 2019 года.